# Amphasia
Amphasia is een geslacht van kevers uit de familie van de loopkevers (Carabidae). De wetenschappelijke naam van het geslacht is voor het eerst geldig gepubliceerd in 1836 door Newman.

## Soorten
Het geslacht Amphasia omvat de volgende soorten:
- Amphasia interstitialis (Say, 1823)
- Amphasia sericea (T.W.Harris, 1828)